# Souvigny-en-Sologne
Souvigny-en-Sologne ist eine französische Gemeinde mit 509 Einwohnern (Stand: 1. Januar 2022) im Département Loir-et-Cher in der Region Centre-Val de Loire; sie gehört zum Arrondissement Romorantin-Lanthenay und zum Kanton La Sologne.

## Geographie
Die Gemeinde Souvigny-en-Sologne liegt an der Grenze zum Département Loiret in der Seenlandschaft Sologne, etwa 37 Kilometer südöstlich von Orléans. Umgeben wird Souvigny-en-Sologne von den Nachbargemeinden Sennely im Norden, Vannes-sur-Cosson im Nordosten, Isdes im Osten, Chaon im Süden sowie Vouzon im Westen.

## Bevölkerungsentwicklung
| Jahr                       | 1962 | 1968 | 1975 | 1982 | 1990 | 1999 | 2006 | 2012 | 2021 |
| -------------------------- | ---- | ---- | ---- | ---- | ---- | ---- | ---- | ---- | ---- |
| Einwohner                  | 476  | 406  | 395  | 426  | 440  | 410  | 468  | 499  | 524  |
| Quellen: Cassini und INSEE |      |      |      |      |      |      |      |      |      |

## Sehenswürdigkeiten
- Kirche Saint-Martin aus dem 12. Jahrhundert
- Mühle Martin
- Schloss Launoy
- Schloss Corvier
- Schloss La Grande Tuile
- Eugène-Labiche-Statue

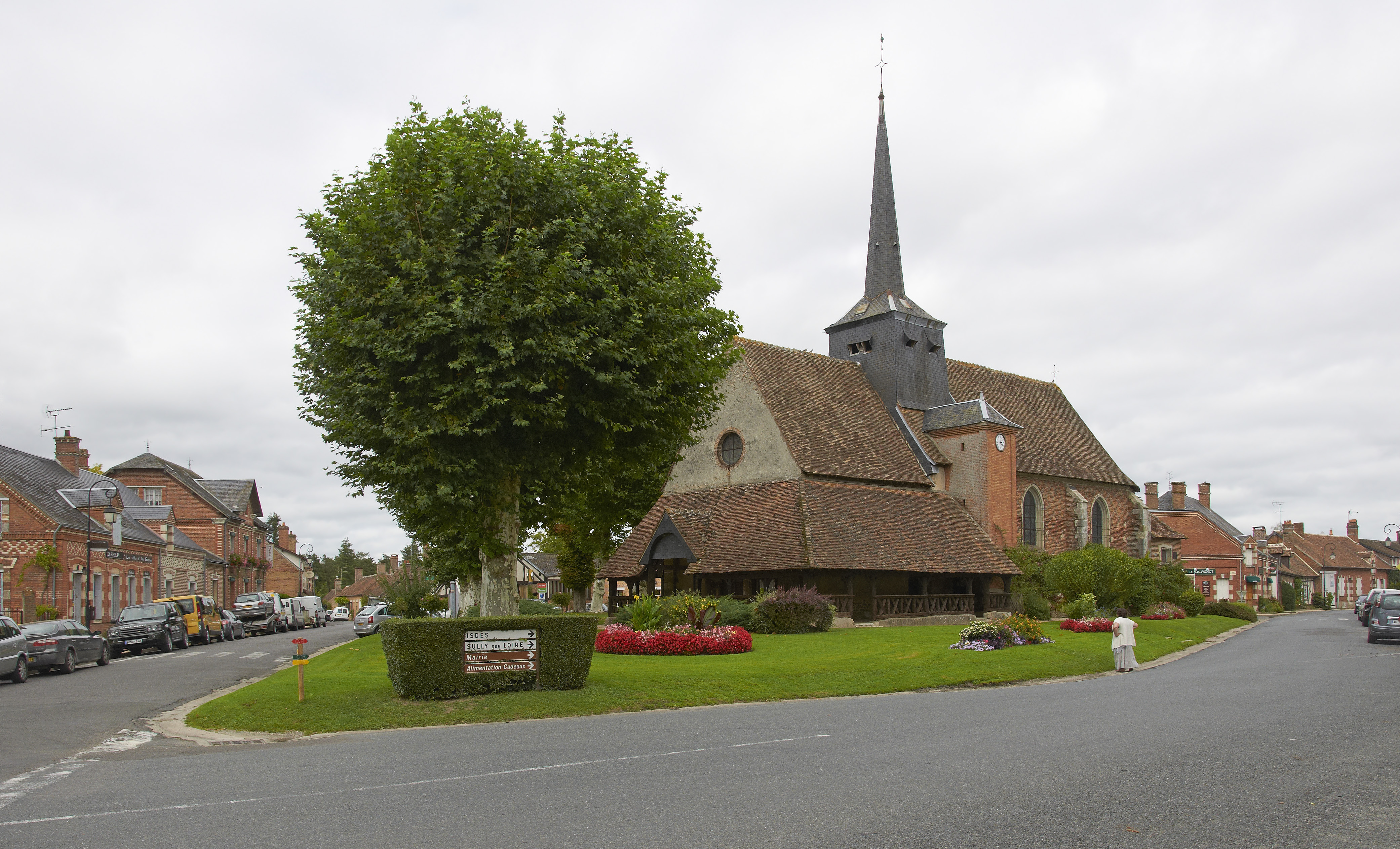
Kirche Saint-Martin
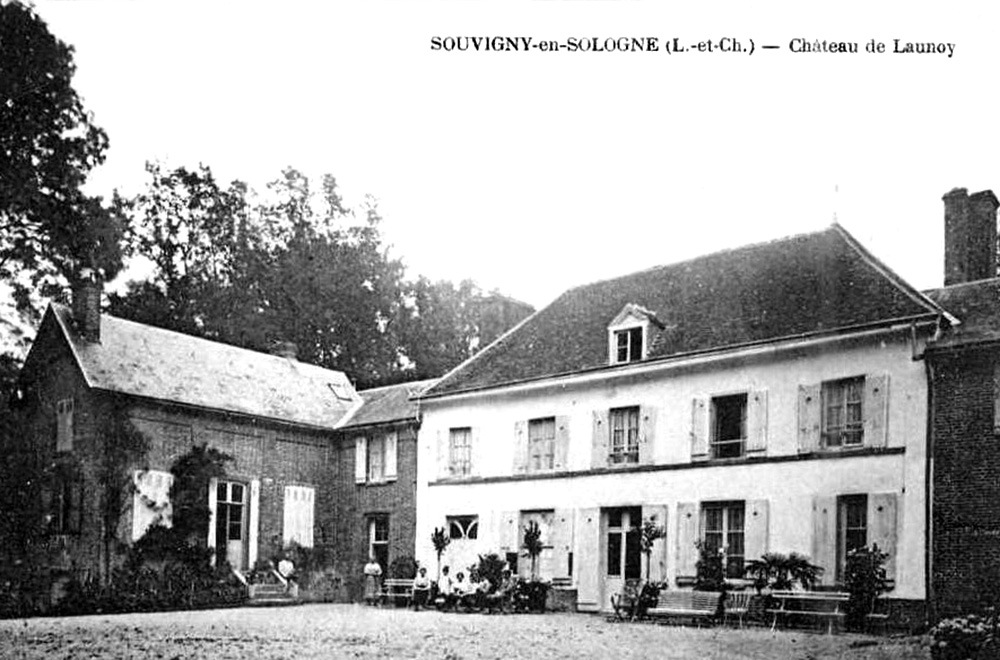
Schloss Launoy um 1900
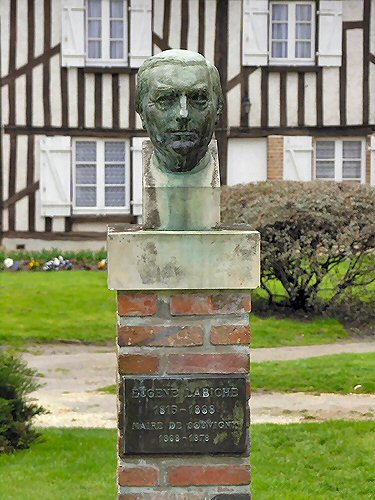
Eugène-Labiche-Statue

## Persönlichkeiten
- Eugène Labiche, französischer Dramatiker (1815–1888), kaufte 1853 in der Gemeinde das Schloss Launooy mit 900 Hektar Land, das er selbst bewirtschaftete. Er war von 1868 bis 1878 auch Bürgermeister von Souvigny.

## Gemeindepartnerschaft
Mit der französischen Gemeinde Geishouse im Elsass besteht eine Partnerschaft.